# Медаль «Китайсько-радянська дружба»
Медаль «Китайсько-радянська дружба» (кит.: 中苏友谊万岁奖章) — медаль Китайської Народної Республіки. Оригінальна китайська назва — «Китайсько-радянська медаль Хай живе непорушна дружба». Цією медаллю нагороджувалися за трудові подвиги радянські фахівці і за особисту мужність радянські військові радники, що билися разом із китайськими добровольцями в Кореї у 1950—1953 роках. У той же час вона була пам'ятною медаллю для нагородження різних радянських делегацій, які відвідують КНР, і ювілейною нагородою для вручення з нагоди урочистих подій.

## Історія

Агітаційний плакат радянсько-китайської дружби (1951)

Медаль заснована в 1951 році Центральним народним Урядом, щоб висловити подяку Радянському Союзу за першу технічну підтримку та допомогу, надану після заснування Китайської Народної Республіки в 1949 році. 14 лютого 1950 року КНР і Радянський Союз підписали радянсько-китайський договір про дружбу, союз і взаємодопомогу. 15 лютого майже 2000 представників провели святковий мітинг, на якому були присутні 40 радянських високопоставлених осіб, у тому числі генеральний консул Радянського Союзу в Шанхаї Петро Владіміров (Власов). На святковому мітингу на підтримку договору від імені жителів Шанхаю виступив мер Шанхаю Чень Ї.
У березні 1950 року, на прохання уряду КНР, Радянський Союз направив групу протиповітряної оборони до Шанхаю, щоб допомогти Народно-визвольній армії Китаю в протиповітряній обороні Шанхаю від повітряних нальотів повітряних сил Китайської Республіки, які діяли з баз на Тайвані. Після жовтня радянська група протиповітряної оборони залишила Шанхай і повернулася до Китаю партіями після початку Корейської війни. Під час Корейської війни медаллю нагороджували радянських спеціалістів і військових радників за допомогу, надану Народній добровольчій армії. Одночасно це була пам'ятна медаль для нагородження різних радянських делегацій, які відвідували КНР, і ювілейна нагорода для вручення з нагоди урочистих подій. 15 вересня 1955 року уряд Китаю видав постанову про вручення медалі кожному радянському військовослужбовцю, який залишає війська і повертається в СРСР. Одержувача нагородили медаллю та грамотою з підписом прем'єр-міністра Чжоу Еньлая або голова Мао Цзедуна.
Наприкінці червня 1956 року на запрошення уряду Китаю три радянські військових кораблі Тихоокеанського флоту на чолі з командувачем Тихоокеанським флотом Валентином Чекуровим відвідали Шанхай. Це був перший дружній візит іноземного військово-морського флоту після закінчення громадянської війни в Китаї. У ньому взяли участь понад 2000 осіб. 25 червня від імені Мао Цзедуна командувач ВМС НВАК Сяо Цзінгуан вручив особовому складу флоту Медаль Радянсько-китайської дружби, а також нагородні грамоти з автографом Мао Цзедуна всім офіцерам вище звання «лейтенант радянського флоту».
Після початку радянсько-китайського розколу в 1956 році премія була скасована на початку 1960-х років. Після смерті Мао Цзедуна та початку китайських економічних реформ, здійснених Ден Сяопіном, які відзначилися приходом нових іноземних експертів і радників, Державне управління у справах іноземних експертів відновило нагороду в 1991 році під новою назвою — «Премія дружби». Вона присуджується іноземним високопоставленим особам, радникам та експертам, які зробили видатний внесок у соціалістичну модернізацію Китаю та сприяння обміну та співпраці між Китаєм та іноземними країнами.

## Опис відзнаки
Медаль виготовлялася різними підприємствами і тому має багато різновидів за розмірами і товщиною, а також по зображенню прапорів. На деяких медалях помітно різне співвідношення величин зірок і перекриття прапором КНР першого колоса з правого боку і невідповідність кількості стебел з правого і лівого боку внизу медалі. Але в цілому завжди збережені колір і розміри стрічки. Червона муарова стрічка шириною (в ідеальному стані) 30 мм з двома жовтими смугами по 3 мм особливо складена в п'ятикутну колодку висотою 50 мм і шириною 45 мм із бронзовою зіркою розміром 12х12 мм по центру. Зі зворотного боку до стрічки пришита планка з шпильковим кріпленням, малюнок лицьового боку з дрібними вищеописаними різновидами завжди постійний — це говорить про те, що всі виробники слідували за затвердженим зразком цієї медалі. Виготовлялася вона в залежності від умов зі світлої і темної бронзи з нанесенням гарячої червоної емалі на зображення прапорів СРСР і КНР. Стрічка переплітала колоски і зірки на стеблах внизу медалі. Червона стрічка внизу інкрустована написом «Китайсько-радянська дружба. Хай живе непорушна дружба» — це шість традиційних золотих ієрогліфів. Змінювалося тільки зображення зворотного боку цієї медалі (існує три види реверсу).
Після обрання 27 вересня 1954 року Мао Цзедуна Головою КНР змінився зразок посвідчення і з'явився новий вид із чистим гладким реверсом без написів. Медалі цього, третього, виду найбільш поширені і мають більш високе художнє виконання. Зустрічаються також посвідчення, виписані китайською стороною, — на червоному шовку фарбою напис ієрогліфами, а прізвище та ініціали радянського нагородженого — вдруковані на машинці кирилицею.